# Riesenstein (Wolfershausen)

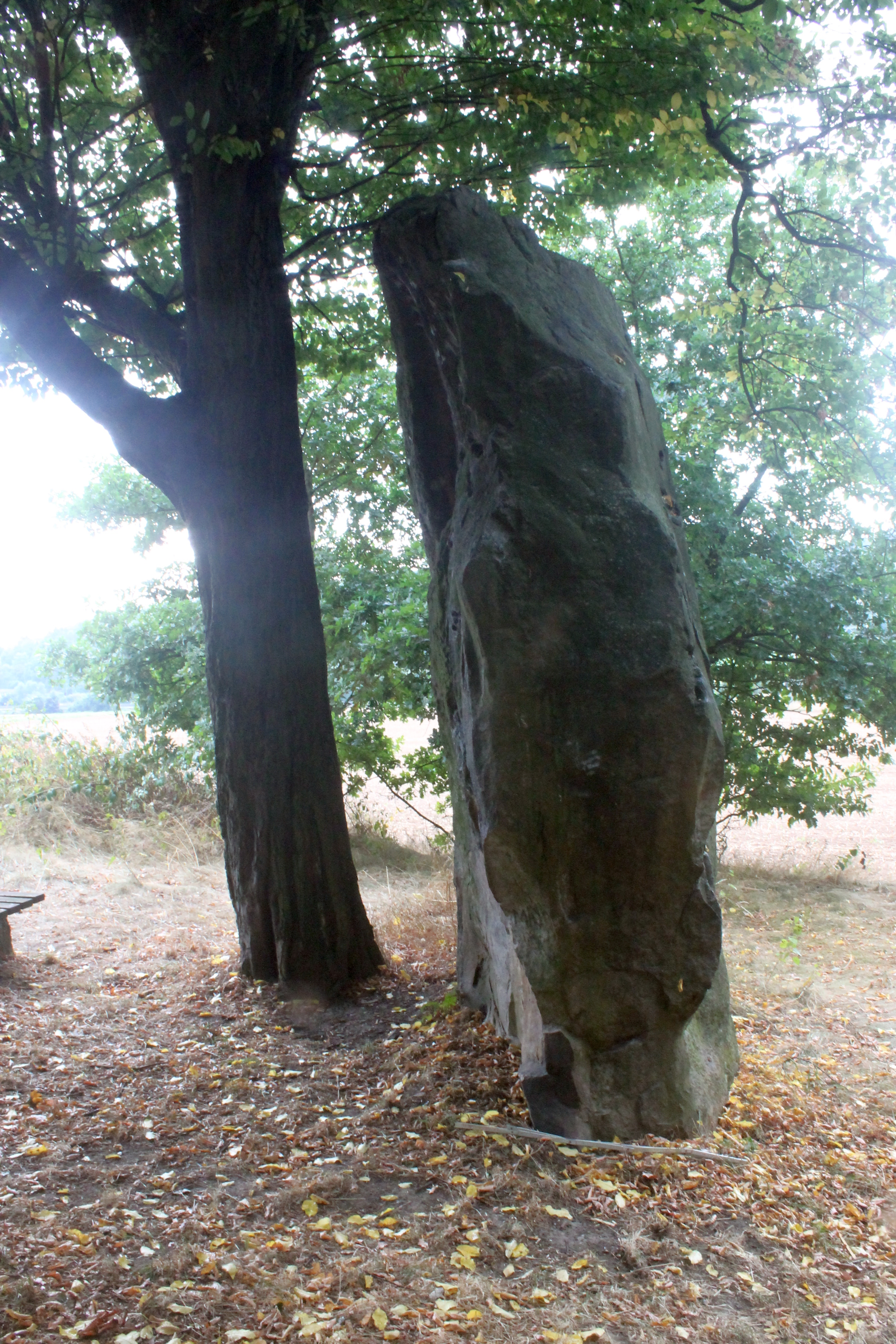
Seitenansicht

Der Riesenstein von Wolfershausen ist ein Megalith am nördlichen Ufer der Eder beim Felsberger Stadtteil Wolfershausen im nordhessischen Schwalm-Eder-Kreis. Unter den Menhiren im Kasseler-Fritzlarer Raum ist der Riesenstein von Wolfershausen der größte. Er steht als Naturdenkmal unter Naturschutz.

## Geologie
Die tertiäre Quarzitplatte hat eine Höhe und Breite von vier Metern, ist 1 Meter dick und wiegt etwa 25 Tonnen. Der Stein hat ein Alter von 65 Millionen Jahren und entstand am Ende der Kreidezeit. Seine Umgebung ist übersät mit vulkanischen Aschen, Lapilli und Quarzitblöcken. Die Häufung von Quarzitblöcken spricht dafür, dass der Menhir nicht über eine längere Strecke an seinen jetzigen Aufstellungsort transportiert wurde, sondern dass er in unmittelbarer Nähe seines heutigen Standorts als magmatischer Stoff aus dem Erdinneren von einer vulkanischen Staukuppe an die Erdoberfläche gefördert wurde.

## Geschichte
Der Menhir wurde im 3. Jahrtausend v. Chr. von einer bäuerlichen Gruppe der Jungsteinzeit als Kultplatz genutzt: bei archäologischen Grabungen entdeckte man an seinem Fuß menschliche Knochenreste aus dem Neolithikum. Im Mittelalter wurde dem Menhir heilende und Fruchtbarkeit schenkende Wirkung zugesprochen. 1615 wurde er als Großer Stein erwähnt.

## Sage
Auch zum Menhir von Wolfershausen wird die beliebte Geschichte des Steinwurfs eines Riesen erzählt. Der auf dem nahen Lotterberg lebende Riese Lothar schleuderte den Stein dem fliehenden Riesen Kunibert nach, der Lothars geliebte Nagate auf den Heiligenberg zu entführen versucht hatte. Der Stein blieb in Lothars Ärmel hängen und schlug auf einem Feld nördlich der Eder ein.